# リセ (カードゲーム)
『リセ』（Lycée）は、2005年1月からシルバーブリッツより発売（販売代理：ブロッコリー）されているトレーディングカードゲーム。

## 概要
このカードゲームは大手の美少女ゲーム開発ブランドとの共同作業によって開発されたもので、イラストも業界の原画家が手がけているものが多い。
美少女ゲームのトレーディングカードゲームというと、ひとつのメーカー主導で進めたためにLeaf等の大きなメーカーでないとあまり成功しない場合が多かったが、リセの場合、美少女ゲームブランドでないSilver Blitzが主導し、各ブランドはそれに協賛、協力するという形をとったため、さまざまな作品のファンを獲得することになった。
2014年12月26日にシルバーブリッツが活動停止することに伴い、新規商品の発売を終了した。
株式会社ムービックより、team.SILVERBLITZ ブランドで『Lycee Overture』のタイトルで再始動する事が発表され、2016年12月1日から、『Fate/Grand Order』と『ブレイブソード×ブレイズソウル』の2タイトルをローンチ（スタート）タイトルとしてプレサイトも公開され、カウントダウンが開始される。『Overture』は前作までのシリーズとの混成が可能との事だが公式にはサポートされない予定。ただしレギュレーション的にはシングル・ミックス双方をサポート予定との事。

## ルール
出来る限り正確な記述を心がけていますが、最新のルール及び正確なルールブック&FAQは公式サイトを参照してください。

### 基本的なルール
- デッキは60枚。
- 互いのプレーヤーは相手のデッキを0枚に（相手をデッキアウトに）すれば勝利となる（特殊勝利は除く）。
  - 相手キャラが攻撃宣言し、自分が防御キャラを指定した場合、バトル処理に入る（詳しくはゲームの流れ―バトルを参照）。自分が防御キャラを指定（防御宣言）しない場合、相手キャラの元のAP値の枚数分、自分のデッキからカードを破棄する。これをダメージと呼ぶ（能力によるデッキ破棄はダメージではない）。
- 同名カードはデッキに4枚までしか入れることが出来ない。
  - カードに「別番号の同名カードとは別に入れることが出来る」等特別な表記されているものを除く。
  - 「同名カードとして扱う」と書かれているものは同名として扱い、計4枚までしかデッキに入れられない。
  - 全く違うカードでも「入れることが出来る」と書かれていない場合、合計で4枚までしかデッキに入れることは出来ない（例：「信頼 (EV-0264)」/「信頼 (IT-0109)」など）。

### カードの見方

#### カードの種類
キャラクターカード
攻撃、防御の基本となるカード。決められたコストを支払いフィールドに登場する。登場出来るフィールドはフィールド制限に示されたフィールドのみである。基本的には同じ名前のキャラを同時に2体以上登場することは出来ない。大抵のカードは何かしらの基本能力や特殊能力を持っている。特殊能力を持っていないカードはプロモーションとして配られた一部のカードだけである。全てのキャラは攻撃力を表すAP、防御力を表すDP、支援力を表すSPが表示されている。この数値を使ってバトル等を行う。
- また[コンバージョン]という表示のあるキャラカードが存在する。コンバージョンキャラは基本能力欄に「コンバージョン：［キャラ名］」と表記されたカードの事で、コンバージョンキャラはそのコンバージョンキャラの登場可能フィールドにコンバージョン元のキャラが存在するとき、そのカードを手札に戻すことで、コストを支払い場に出すことができる。

（例：「コンバージョン：遠野秋葉」と表記されたカードが手札にある時、自分フィールドにある「遠野秋葉」と入れ替える事で場に登場することができる）
「コンバージョン構成キャラ」にコンバージョン元となるカードは含まれない。

イベントカード
使用するとその場でカードに書かれた効果を及ぼすカード。その効果はカード毎に異なり、多岐にわたる。
アイテムカード
場に出ているキャラクターカードに装備させることによって効果を発揮するカード。自分のキャラクターに装備させて利益を得るだけでなく、相手のキャラクターに装備させて妨害をすることもできる。装備されているキャラが場を離れたとき、そのアイテムは破棄される（特別な効果・その他表記があるものを除く）。
エリアカード
自分または相手のフィールド1マスに配置する。配置したフィールド1マスに対してカードに表記された効果を発揮するものが多いが、場全てやプレイヤーなどに対して効果を発揮するものも存在する。
※なお、上記の条件、またはカードの効果なくして故意に場のカード（キャラ・アイテム・エリア）を破棄することは出来ない。
※アイテム・エリアは同時に複数場に出しても問題無い。

#### 属性
全てのカードには属性が存在し、雪、月、花、宙、日の5つの属性及び無属性（星）の6つがある。複数の属性を持つカードも存在する。なお、属性の設定には各キャラクターの個性・性格が反映されている。
雪
「影のあるキャラや不思議系な子が集まる属性（宇佐美ハル、古手梨花など）」。雪の結晶のマーク。除去カードとドローソースのカードが多い。アタッカーのAPは平均的に低いが、DPが高いキャラが多く、打点が通りにくい。
月
「お姉さん・先輩・クール系・アダルトなキャラが集まる属性（シエル、九浄リアなど）」。三日月のようなマーク。手札破壊、手札0枚の時のみだが、宣言のみでドローできるドローソースを保有している。キャラクターを奪うカードや能力を持ったキャラ、イベント・特殊能力の発動を阻害するキャラも多い。
花
「乙女チック・純真無垢・心優しいなどメインヒロインなキャラが集まる属性（マルチ、柚原このみ、渡良瀬準など）」。花のマーク。2コスト、3、1という高いスペックのキャラが多い。高いSPと[サポーター]によって硬い防御を作ることができる。単純な移動系が少ない反面、[タッチ]という花属性のみの基本能力を持つキャラが多く、相手のキャラをタップしたり、味方キャラをアンタップする能力を持つキャラ・カードも多い。
宙（そら）
「武闘派キャラや悪人・狂暴なキャラが集まる属性（シスター・ヘル、千堂瑛里華など）」。雲の上に雷が描かれたマーク。小型から大型まで多彩なキャラが多く、他の色よりもEX1のキャラの性能がずば抜けて高いが、その分コストも高い。
日
「天真爛漫で元気で明るいキャラが集まる賑やかな属性（神尾観鈴など）」。太陽のマーク。1体1体のAPが高い上に、大抵のキャラが[ジャンプ][ステップ]等の移動能力を持つ。
無（星）
星のマーク。公式には無であるが、星のマークであるため星と呼ばれることが多い。コストに見合わないスペックのキャラが多いが、キャラの除去、バトル以外での打点などに長けている。能力を持たない高コストキャラが全属性で比較しても圧倒的に多い（ラッキーカードなのだが）。
多（複数の属性を持つカード）
複数の属性の書かれたカードのことで、多という呼び方は公式のものではなく便宜的なものである。使用が難しい反面、使うとアドバンテージを得られるカードが多い。違う属性を1つずつ生み出すカードや、EX2の多属性でコスト支払いが簡単に出来る。

#### 使用代償
1. キャラを登場させたり、イベントカードや特殊能力を使用するためには表示されているだけの使用代償を払わなければならない（コスト以外の使用代償が“(0)”）とも書かれていない場合、常在型能力（誘発型含む）である）。
2. また、キャラの登場やイベントカード、特殊能力などの使用の宣言を行うためには、その宣言を行う時点で、定められた使用代償を全て支払うことが出来る状態に無ければ宣言の解決は出来ない（既に他に予約［使用を宣言］されている使用代償は使用代償に指定できない）。イベントや特殊能力により使用代償が満たせなくなった場合もその宣言の解決は失敗する。
  - 使用代償は宣言時に即座に予約され、効果の解決時に支払われる（通常の手札からのコストなら破棄される）。
3. 使用代償の中でも特にコストと呼ばれるものがあり、特殊能力と基本能力以外の使用代償はコストのみである（コスト∈使用代償）。
  - コストは手札のカードを破棄することによって発生し、カードの属性と同じ属性のコストがEXという数値分発生する。
  - （注）コストとして宣言され「宣言状態」になったカードは手札とは別に扱われる。コスト以外の使用代償はたとえ手札からカードを破棄するものでもコストではないので宣言状態にはならない。この時点では公開の必要はない。
4. 属性には雪月花宙日の5種類と、無属性としての星がある。
  - 星のコストは他の5種類の何でも賄えるが、他の属性のコストを星で賄うことは出来ない。
  - （例：日属性EX2・コスト日属性2のキャラを◎、無属性EX2・コスト無属性2のキャラを☆とする。手札が◎と☆一枚ずつのとき、◎をコストに☆を出すことは出来るが、その逆☆をコストに◎を出すことは出来ない）
5. コスト以外の特別な使用代償には、その能力を使用するキャラ自身を行動済み状態にするタップや、青文字で表記された特殊な使用代償（キャラを破棄するなど）がある。

#### フィールド制限
場は後述のように横3マス×縦2マスの6マスのフィールドからなる。
キャラは登場できるフィールドが制限されており、下のようなアイコンで表示される。
```
●―●
●―●
```

「●」が登場可能フィールド、「―」が登場不可フィールドである。
上の場合、左右列には登場できるが、中央列には登場できない。
なお、ここでいうフィールド制限は登場時のみ適用され、登場後に後述する基本能力等によって移動することはできる。
登場可能フィールドが少ないキャラには汎用性の高い能力を持つものも多い。

#### 性別
キャラクターカードの右下に、男性キャラは♂、女性キャラは♀と書かれている。性別の無いキャラは何も書かれていない。♂♀が両方書かれたキャラは男性キャラとしても女性キャラとしても扱う。

#### レアリティ
カードの封入率や入手方法によりいくつかのレアリティが存在する。レアリティはカードの右下に表示されている。
コモン
Cと表示されている。1パックにつき通常8枚封入されている。
アンコモン
Uと表示されている。1パックにつき通常3枚封入されている。
レア
Rと表示されている。1パックにつき1枚封入されている。
パラレル（ホイル、キラ）
何も表示されていない。1パックに1枚封入されている事がある。カードの表面がホイル加工されており、通常のカードのパラレル仕様となっている。
Neoパラレル
通常のパックに封入されているもので、通常のカードとは違う絵柄となっているパラレル。

ラッキーカード
Lと表示されている。1パックに1枚封入されている事がある。このカードをSilver Blitzに郵送すると5枚のプロモーションカードをもらうことが出来る。
プロモーションカード
Pと表示されている。通常のパックには封入されていない。イベントでの配布や大会の賞品など。

#### 基本能力
キャラクターカードに緑色の文字で表示されており、キャラに様々な能力を与えてくれる。
ダッシュ
バトルで相手キャラがダウンする時このキャラはダウンしない。互いにダッシュを持つ場合はダッシュを持たない場合と同様に処理を行う。
アグレッシブ
このキャラは登場ターン制限を得ず、付加も出来ない。
ステップ
バトル中に使用できない。自ターン中、このキャラが未行動状態のときのみ、隣接した空き味方フィールドに移動出来る（1キャラが複数持っていても1ターンに1回）。
サイドステップ
バトル中に使用できない。自ターン中、このキャラが未行動状態のときのみ、同オーダーの隣接した空き味方フィールドに移動出来る（1キャラが複数持っていても1ターンに1回）。
オーダーステップ
バトル中に使用できない。自ターン中、このキャラが未行動状態のときのみ、同列の隣接した空き味方フィールドに移動出来る（1キャラが複数持っていても1ターンに1回）。
ジャンプ
バトル中に使用できない。自ターン中、このキャラが未行動状態のときのみ、空き味方フィールドに移動出来る（1キャラが複数持っていても1ターンに1回）。
エスケープ
バトル中に使用できない。自ターン中、このキャラが未行動状態のときのみ、このキャラを破棄出来る（1ターンに1回）。
サイドアタック
このキャラが攻撃するとき、このキャラの隣りの列も攻撃対象に指定出来る。
タックス・トラッシュ
自分のターンの開始時に指定された使用代償を支払わなければこのキャラを破棄する。
タックス・ウェイクアップ
自分のターンの開始時に指定された使用代償を支払わなければこのキャラはウェイクアップ出来ない。
サポーター
このキャラが未行動状態の時のみ、行動済み状態にせずにサポート出来る（1キャラが複数持っていても1ターンに1回）。
タッチ
同列の味方キャラとこのキャラが未行動状態のときのみ、同列の味方キャラと入れ替えることが出来る（1キャラが複数持っていても1ターンに1回）。
アタッカー
このキャラに対してサポートした時、そのSPの値はこのキャラのAPに足す。
ディフェンダー
このキャラに対してサポートした時、そのSPの値はこのキャラのDPに足す。
ボーナス
このキャラが対戦キャラをダウンさせ、このキャラがダウンしなかった時、併記された効果を処理する。
デッキ・ボーナス
このキャラがバトルによって相手のデッキにダメージを与えたとき併記された効果を処理する。
ペナルティ
このキャラが自分の場から離れた時、併記された効果を処理する。

#### 特殊能力
ラッキーカードと一部のプロモーションカードを除く全てのキャラが特殊能力を持っており、特殊能力を持たないキャラクターカードには「※このカードは特殊能力を持たないキャラとしてゲームで使用できます。」と書かれている。
特殊能力には常に効果を発揮している特殊能力（常在型）と使用を宣言する特殊能力の2つがある。常に効果を発揮している特殊能力は、その特殊能力を持つキャラが登場していれば常に効果が発揮される。使用を宣言する特殊能力は、その特殊能力を持つキャラが登場しているときに使用を宣言して使用するものであり、その効果は使用の宣言の解決時に発揮される。
※基本能力と特殊能力は全く別のものである。

### 場の構成
```
　　相手側
　ご 
 ＠＋＊ 
 <DF>
　デ 
 ＠＋＊ 
 <AF>
----------------
　　自分側
<AF> 
 ＠＋＊ 
 デ
<DF> 
 ＠＋＊ 
 ご
```

相互のAF（攻撃）とDF（防御）がそれぞれ3列、合計6マスのフィールドがある。同じ記号の列（縦）をそれぞれ同列といい、同じ色の行（横）を同オーダーという（※「オーダーステップ」は縦に移動なので注意）。
AFの右には自分の組んだデッキ、DFの右には破棄された自分のカードを置く場所であるゴミ箱を置く。

### ゲームの流れ

#### ゲームの開始
1. 自分のデッキをシャッフルする。
2. 自分のデッキから7枚ドローし、手札とする（引いた7枚の中にキャラクターカードが無かった場合、相手に手札を見せ相手が承諾した後一度限りで再ドローが出来る）。
3. じゃんけん等を行い、先攻・後攻を決定する（先攻のプレイヤーは初ターンのみデッキからのドローが1枚となる）。

#### ターン
1. スタートフェイズ
  1. ウェイクアップ
    - 味方キャラを未行動状態にすることが出来る。

  2. ウォームアップ
    - 自分のデッキから2枚ドローして手札に加える。
2. メインフェイズ
  - キャラを登場させる、イベントカードを使う等のさまざまな行動をする。その行動は好きな順序で、特別に表記されていない場合は好きな回数行うことが出来る。
  - イベントとキャラの特殊能力は相手のメインフェイズ中にも使用できる。
  - ただし、自発的な行動［特殊能力・イベント］をできるのは相手が優先権を放棄しそれを自分が承諾しなかった場合のみで、その他はバトル中のサポート宣言と防御宣言、対応宣言のみである。承諾しなかった場合、エンドを取り消して一時的に自分に優先権が移り、自分の行動が終わった後、再び優先権が相手に戻る。相手は再び自発的に行動をしても良く、することがなければ再び優先権を放棄する。自分はすることがあれば何度でもエンドを拒否できる。「エンド宣言対応」等と呼ばれる場合もある。
  - メインフェイズに行える行動は以下の通りである（順不同、回数制限なし、登場→バトル→登場　等可能）。
    - キャラを登場する
    - キャラの特殊能力を使う
    - キャラの基本能力を使う
    - イベントを使う
    - アイテムを使う
    - エリアを使う
    - 攻撃をする
3. エンドフェイズ
  1. 自分の手札が8枚以上の場合、7枚になるように手札を破棄する。
  2. 特殊能力の使用などによって変動したキャラの能力値（AP・DP・SP）を元にもどす。

#### バトル
バトルは以下の手順で行う。
1. 攻撃宣言
ターン進行中プレイヤーがメインフェイズに攻撃宣言を行うことによってバトルを行う事が出来る。自分のAFに登場している未行動状態のキャラ1体を攻撃キャラに指定して攻撃宣言を行う。相手の宣言に対応しての攻撃宣言、バトル中の攻撃宣言は出来ない。それ以外ではメインフェイズであればいつでも何度でも攻撃宣言を行う事が出来る。
2. 防御宣言
非ターン進行中プレイヤーは攻撃宣言を受けたとき、相手攻撃キャラと同列の自分のDFに登場している未行動状態のキャラを防御キャラに指定（防御宣言）することが出来る。防御キャラを指定（防御宣言）しないことも出来る。防御宣言が終わると防御キャラを指定したかどうかに関わらずバトル中となる。防御宣言には対応することはできない。
3. サポート宣言
バトル中とも呼ばれ、この間お互いのプレイヤーはサポートを宣言することが出来る。サポート以外にもイベントや特殊能力を使用する事も出来る。この間は何度でも宣言が出来る。ターン進行中プレイヤーが優先権を放棄したときに非ターン進行中プレイヤーが何も宣言しなければバトルの結果を処理し、バトルを終了する。
  - サポート

バトル参加キャラ（攻撃キャラ及び防御キャラ、味方のみ）に隣接した未行動状態の味方キャラを行動済み状態にすることでバトル参加キャラに対してサポートを行う事が出来る。サポートを行うと、サポートしたキャラのSP（宣言時）の値だけサポートされたキャラの能力値を上げることができる。この値は以後SPが変わっても変動しない。このとき上昇する能力値は攻撃キャラの場合はAP、防御キャラの場合はDPである。サポートによって得た能力値修正はバトル中のみ有効である。サポートはバトル中であればいつでも何度でも行う事が出来る。バトル中にサポートキャラが移動等されサポート対象キャラと隣接しなくなった場合、サポート効果は取り消される。
4. バトル結果
防御キャラがいない場合、防御側プレイヤーのデッキを攻撃キャラの元のAPの値だけ破棄する。この時破棄されるデッキの枚数は元のAPの値だけであって攻撃キャラのAPが能力値修正を受けていてもデッキを破棄する枚数は変わらない。
防御キャラがいる場合、お互いのバトル参加キャラのAPとDPを比較する。DPの値が相手のAPを下回った場合、そのキャラは破棄される。これをダウンと言う（ダウン∈破棄）。

## 公式イベント

### リセGP
年3回開催され、全国で開催されるGP予選において出場資格を得たプレイヤーのみが決勝大会に出場出来る。さらに、その上位者は年1回開催されるファイナルステージに出場することができる。

### リセフェスタ
様々な企画が行われる定例イベント。主にスイスドローによる大会、ラッキーカードの交換などが行われる。

### リセバトルラッシュ
戦績に応じて様々な賞品がもらえる。

### 公認大会

#### 大会の種類
- 定期大会（ウィークリー大会）
- 公認大会
- GP予選

## 参加ブランド
- Leaf（アクアプラス）
- ビジュアルアーツ
- アリスソフト
- TYPE-MOON
- オーガスト
- Navel
- ういんどみる
- ニトロプラス
- キャラメルBOX
- 07th Expansion
- PRODUCTION PENCIL
- あかべぇそふとつぅ
- かのこん（メディアファクトリー/かのこん製作委員会）
- 空の境界（講談社・アニプレックス・ノーツ・ufotable）
- ユニゾンシフト
- minori
- ネクストン
- ぱれっと
- ゆずソフト
- みなとそふと
- PULLTOP
- AXL

『Lycee Overture』より参戦
- グリモア

## エキスパンションリスト
| メーカー                   | VER.                   | 説明 |
| -------------------------- | ---------------------- | --- |
| ver.Leaf                   | ver1.0                 | Leafのキャラのみが収録されたセット。基本セット的な役割を果たす。「長谷部彩」「須磨寺雪緒」「逮捕」「ゲームセット」など、雪属性の方面のカードが多い。 |
| ver.Leaf                   | ver1.1                 | バージョン1.0のエラッタ対応版。一部のカードが新規パラレルカードになっている。 |
| ver.Leaf                   | ver2.0                 | 「ToHeart2」や「ティアーズ・トゥ・ティアラ」のキャラが多く収録されている。 |
| ver.Leaf                   | ver3.0                 | 「ToHeart2」や「うたわれるもの」のキャラが多く収録されている。「姫百合瑠璃」「笹森花梨」など、2.0で登場したキャラの上位互換カードが多い。 |
| ver.Leaf                   | ver4.0                 | 1.1以降登場していなかった作品が再収録。また、「フルアニ」「ToHeart2 AnotherDays」も収録されている。 |
| ver.Leaf                   | ベースドエディション 1 | Leaf1.1〜3.0のカードの中から一部を再録。 |
| ver.VisualArt's            | ver1.0                 | VisualArt'sのキャラのみが収録されたセット。基本セット的な役割を果たす。 |
| ver.VisualArt's            | ver1.1                 | バージョン1.0のエラッタ対応版。一部のカードが新規パラレルカードになっている。 |
| ver.VisualArt's            | ver2.0                 | 「CLANNAD」のキャラが多く収録されている。 |
| ver.VisualArt's            | ver3.0                 | 「智代アフター」や「Kanon」のキャラが多く収録されている。「坂上智代」などの豊富なメタカードが登場した。 |
| ver.VisualArt's            | ver4.0                 | 「レイナナ」や「神曲奏界ポリフォニカ」のキャラが多く収録されている。 |
| ver.VisualArt's            | ver5.0                 | 「リトルバスターズ!」のキャラが多く収録されている。 |
| ver.VisualArt's            | ver6.0                 | 「リトルバスターズ！エクスタシー」や「ANGEL MAGISTER」のキャラが多く収録されている。 |
| ver.VisualArt's            | ベースドエディション 1 | VisualArt's1.1〜3.0のカードの中から一部を再録。 |
| ver.key from animation     | ver.key from animation | スペシャルエディション。VisualArt's1.1〜3.0のカードの内、アニメ化されたkey作品「Kanon」、「Air」、「CLANNAD」の3作品のカードの中から一部をアニメ中の絵を使用して再録。一部カードはアニメーターによる描き下ろし。 |
| ver.Alice soft             | ver1.0                 | アリスソフトのキャラのみが収録されたセット。 |
| ver.Alice soft             | ver1.1                 | バージョン1.0のエラッタ対応版。一部のカードが新規パラレルカードになっている。 |
| ver.Alice soft             | ver2.0                 | 「大悪司」や「大番長」のキャラが多く収録されている。 |
| ver.Alice soft             | ver3.0                 | 「Only you -リ・クルス-」や「ぱすてるチャイム」のキャラが多く収録されている。 |
| ver.Alice soft             | ver4.0                 | 「戦国ランス」のキャラのみが収録されている。 |
| ver.Alice soft             | ver5.0                 | 「闘神都市III」や「超昂閃忍ハルカ」のキャラが多く収録されている。 |
| ver.Alice soft             | ベースドエディション 1 | Alice soft1.0〜4.0のカードの中から一部を再録。 |
| ver.TYPE-MOON              | ver1.0                 | タイプムーンのキャラのみが収録されたセット。基本セット的な役割を果たす。 |
| ver.TYPE-MOON              | ver2.0                 | 「Fate」シリーズのキャラが多く収録されている。 |
| ver.TYPE-MOON              | ver3.0                 | 「Fate/Zero」のキャラが新たに登場する。初めての複属性コストの除去カードである「爆破解体」とデッキを減らさずに手札を増やす事のできる「メレム・ソロモン」が登場した。 |
| ver.TYPE-MOON              | ベースドエディション 1 | TYPE-MOON1.0〜3.0のカードの中から一部を再録。 |
| ver.空の境界               | ver.空の境界           | スペシャルエディション。空の境界のキャラのみを収録。パックに1枚キラカードが含まれている。 |
| ver.AUGUST                 | ver1.0                 | オーガストのキャラのみが収録されたセット。「木登り」や「フィアッカ・マルグリッド」などが収録されている。 |
| ver.AUGUST                 | ver2.0                 | スペシャルエディション第2弾。「FORTUNE ARTERIAL」PS2版「夜明け前より瑠璃色な」のキャラが収録されている。 |
| ver.AUGUST                 | ベースドエディション 1 | AUGUST1.0〜2.0のカードの中から一部を再録。 |
| ver.Navel                  | ver1.0                 | Navelのキャラのみが収録されたセット。基本セット的な役割を果たす。 |
| ver.Navel                  | ver2.0                 | 「SHUFFLE！ Essence＋」「俺たちに翼はない ～Prelude～」などのキャラクターが収録されている。 |
| ver.Nitroplus              | ver1.0                 | ニトロプラスのキャラのみが収録されたセット。大型エクスパンションの中では過去最大の収録数を誇る。姉妹ブランドであるNitro+CHiRALの作品も収録される。ボーイズラブゲームのキャラクターが収録されるのは初めてである。「エセルドレーダ」「友永遥香」「サイクラノーシュ」などのドロー加速カードが多く、発売当初公式オリカと謳われていた「恋するドラゴン」「エルザ」もこの弾での登場になる。 |
| ver.07th Expansion         | ver1.0                 | 「ひぐらしのなく頃に」、「うみねこのなく頃に」のキャラが収録されている。 |
| ver.07th Expansion         | ver2.0                 | スペシャルエディション。「うみねこのなく頃に」「うみねこのなく頃に散」のキャラが収録されている。パックに1枚キラカードが含まれている。キャラクターカードのみ。 |
| ver.うぃんどみる           | ver1.0                 | 「結い橋」「はぴねす！」などのキャラクターが収録されている。 |
| ver.うぃんどみる           | ver2.0                 | 「祝福のカンパネラ」「ツナガル★バングル」などのキャラクターが収録されている。 |
| ver.うぃんどみる           | ベースドエディション 1 | うぃんどみる1.0〜2.0のカードの中から一部を再録。 |
| ver.プロダクションぺんしる | ver1.0                 | 「プリズムアーク」「プリンセスうぃっちぃず」をはじめとした、ぱじゃまソフトとその姉妹ブランドの作品のキャラが収録されている。使用可能になるまでに時間がかかったエキスパンション。 |
| ver.CARAMEL BOX            | ver1.0                 | 初のスペシャルエディション。パックに必ず1枚フォイル（キラカード）が含まれている。 |
| ver.あかべぇそふとつぅ     | ver1.0                 | スペシャルエディション。 |
| ver.あかべぇそふとつぅ     | ver2.0                 | スペシャルエディション第2弾。「あかべぇそふとつぅ」の人気作に加えて、参戦希望の多かった姉妹ブランド「しゃんぐりら」「暁 WORKS」「暁 WORKS 響」「あっぷりけ」のキャラも収録されている。 |
| ver.ユニゾンシフト         | ver1.0                 | 当時の最新作「Flyable Heart」や代表作のキャラクターが収録されている。 |
| Ver.minori                 | ver1.0                 | 「ef - a fairy tale of the two.」や「Wind -a breath of heart-」のキャラが収録されている。 |
| Ver.NEXTON                 | ver1.0                 | 「真・恋姫†無双」や「ONE〜輝く季節へ〜」のキャラが収録されている。 |
| Ver.ぱれっと               | ver1.0                 | スペシャルエディション。「ましろ色シンフォニー」や「さくらシュトラッセ」などの人気４作品のキャラが収録されている。 |
| Ver.みなとそふと           | ver1.0                 | 「真剣で私に恋しなさい!」や「君が主で執事が俺で」のキャラが収録されている。 |
| ver.かのこん               | ver.かのこん           | 初のプレミアムエディション。「かのこん」のキャラクターのみが収録されている。 |
| Ver.ゆずソフト             | Ver.ゆずソフト         | プレミアムエディション。「天神乱漫 LUCKY or UNKUCKY!?」のキャラが収録されている。 |
| Ver.ドリームクラブ         | Ver.ドリームクラブ     | プレミアムエディション。「ドリームクラブ」のキャラが収録されている。 |

## 限定品
| パック名                                        | 説明 |
| ----------------------------------------------- | --- |
| Pre-Release Pack                                | 通称「プレリ」製品発売前にコミックマーケット67で販売された限定パック。全カード特別フォイル仕様となっている。初期参戦ブランドであるLeaf・Visual Art's・アリスソフトの3社のパックがそれぞれ発売された。 |
| ver.Leaf ver1.0 Limited Official Edition        | 通称「LOE」。ドリームパーティー東京で先行販売され、その後一般販売された限定パック。ver.Leaf ver1.0に収録されているキャラクターカードの内、一部のキャラが収録されている。全カードがその名のとおりオフィシャルイラスト仕様で、一部のカードにフォイル仕様のカードが存在する。 |
| ver.VisualArt's ver1.0 Limited Official Edition | 通称「LOE」。ドリームパーティー東京で先行販売され、その後一般販売された限定パック。ver.VisualArt's ver1.0のキャラクターカードの内、一部のキャラが収録されている。全カードがその名のとおりオフィシャルイラスト仕様で、一部のカードにフォイル仕様のカードが存在する。 |
| ver.ALICESOFT XXX Edition                       | 通称「XXX」。コミックマーケットで販売された限定パック。MtG等でも有名なアングルード（大会使用不可のお遊びカード集）パックで、全カードフォイル仕様な上にTCGでは異例の18禁CGをイラストに使用している。その上一部のカードがシースルー仕様だったり、キリトリ線がついていたり、カードを投げて距離を測ったりとやりたい放題だった。相手のデッキを海に投げ捨てるなんて効果のカードもある。 |
| Lycee Another Edition                           | 通称「LAE」。コミックマーケット70で販売された限定パック。全カードフォイル仕様で、TM1.0「遠坂 凛」VA1.1「月宮あゆ」、VA2.0「川澄 舞」「神尾観鈴」をはじめとした、当時流行していたデッキの主力パーツが再録されていた。 |
| Lycee Another Edition2                          | 通称「LAE2」。コミックマーケット73で販売された限定パック。全カードフォイル仕様で、TM2.0「遠坂 凛」をはじめ、「セレニア・ラスムーン」「フィアッカ・マルグリッド」「姫百合瑠璃」など、現在デッキに使われている基本パーツが再録されている。VA4.0「コーティカルテ・アパ・ラグランジェス」VA3.0「姫史愛生」のみオフィシャル絵師の書き下ろしである。                                    |
| Lycee Another Edition3                          | 通称「LAE3」。コミックマーケット74で販売された限定パック。全カードフォイル仕様。 |
| ver.ALICESOFT4.0 戦国ランス Prerelease Pack     | ドリームパーティ東京で販売された限定パック。全カードフォイル&オフィシャルイラスト仕様。同エキスパンションに収録されている一部のカードの先行公開パック。 |
| ver.Nitroplus ver.1.0 Prerelease Pack           | コミックマーケット72で販売された限定パック。全カードフォイル&オフィシャル仕様。同エキスパンションに収録されている一部のカードの先行公開パック。上記のAL4.0 Prerelease Packの場合と異なり、当パックに収録されているカードの大半が製品版では細かく変更されている。 |
| ver.NEXTON1.0 Pre Release Pack                  | リセ5周年感謝祭で販売された限定パック。全カードフォイル&オフィシャル仕様。同エキスパンションに収録される予定の一部のカードの先行公開パック。 |

## 構築済みデッキ
構築済みデッキとは言うものの、絶版も含めたカードの詰め合わせセット（公式談）。
| 製品名                                                  | 説明 |
| ------------------------------------------------------- | --- |
| Lycee GrandPrix2005 1st stage Champion deck             | 同大会優勝者のデッキをエラッタ適用後の仕様で完全収録。「京堂扇奈」「笹森花梨」VA1.0「美坂 栞」のオフィシャル仕様カードも同梱されていた。 |
| リセ構築済みデッキセット "紅"                           | 日月で組まれたデッキ。レアにエラッタ適用後のVA2.0「神尾観鈴」「緒方理奈」「沢渡真琴」が収録されている。 |
| リセ構築済みデッキセット "華"                           | 花宙で組まれたデッキ。レアにVA2.0「古河 渚」「高瀬瑞希」「来栖川綾香」が収録されている。 |
| リセ構築済みデッキセット "想"                           | 花月で組まれたデッキ。レアにTM1.0「シエル」「いたずら」AL3.0「竜胆リナ」「最終進化」TM2.0の「バゼット・フラガ・マクレミッツ」が収録されている。特別仕様のプレイマットとデッキケースが同梱されている。                                        |
| リセ構築済みデッキセット "煌"                           | 日雪で組まれたデッキ。「菜々子」「木登り」「逮捕」など当時高騰していた各種デッキパーツと、レアにエラッタ適用後のTM2.0「青崎青子」「不幸」「妄想」「竜胆沙耶（PCC）」が収録されている。特別仕様のプレイマットとデッキケースが同梱されている。 |
| リセ構築済みデッキセット "望"                           | 雪月で組まれたデッキ。レアに「フィアッカ・マルグリット」「メレム・ソロモン」「ゲームセット」「的中」が収録されている。特別仕様のスリーブ（イラスト：青みことん）とデッキケースが同梱されている。                                             |
| リセ構築済みデッキセット "悠"                           | 宙日で組まれたデッキ。宙属性の復興によって最高騰した各種デッキパーツと、レアに「りりか」「十崎由衣」「完全制圧」「一生懸命」が収録されている。特別仕様のスリーブ（イラスト：TM2.0のセイバー）とデッキケースが同梱されている。                |
| リセ構築済みデッキセット "焔"                           | 花日で組まれたデッキ。特別仕様のスリーブ（イラスト：棗鈴）とデッキケースが同梱されている。 |
| リセ構築済みデッキセット "轟"                           | 雪宙で組まれたデッキ。特別仕様のスリーブ（イラスト：エステル・フリージア）とデッキケースが同梱されている。 |
| リセ構築済みデッキセット "暁"                           | 月宙で組まれたデッキ。レアに「曹操」「園崎詩音」「広野凪」が収録されている。特別仕様のスリーブ（イラスト：二木佳奈多）とデッキケースが同梱されている。                                                                                       |
| リセ構築済みデッキセット "麗"                           | 花雪で組まれたデッキ。特別仕様のスリーブとデッキケースが同梱されている。 |
| リセ初心者向け構築済みデッキセット "はじめてのつきひ"   | 月日で組まれたデッキ。初心者用ガイドブック「BEGINNER'S GUID BOOK」と通常のプレイマットが同梱されている。 |
| リセ初心者向け構築済みデッキセット "はじめてのはなたん" | 花単で組まれたデッキ。初心者用ガイドブック「BEGINNER'S GUID BOOK」と通常のプレイマットが同梱されている。 |
| リセ初心者向け構築済みデッキセット "はじめてのゆきそら" | 雪宙で組まれたデッキ。初心者用ガイドブック「BEGINNER'S GUID BOOK」と通常のプレイマットが同梱されている。 |
| リセ初心者向け構築済みデッキセット "はじめてのひたん"   | 日単で組まれたデッキ。初心者用ガイドブック「BEGINNER'S GUID BOOK」と通常のプレイマットが同梱されている。 |
| リセ初心者向け構築済みデッキセット "はじめてのはなそら" | 花宙で組まれたデッキ。初心者用ガイドブック「BEGINNER'S GUID BOOK」と通常のプレイマットが同梱されている。 |

## 関連商品
リセペディア
設定資料集。
リセ スペシャルカードスリーブ
リセのカードに使われたイラストの描かれたカードスリーブ。
リセ オフィシャルカードバインダー
リセのカードに使われたイラストとオフィシャルのイラストが描かれたカードバインダー。ネーブル、TYPE-MOON、ういんどみる、オーガスト2.0、ビジュアルアーツ5.0の5種類。
リセ 抱き枕カバー
リセのカードイラストを描いているイラストレーターによる描き下ろしイラストの描かれた抱き枕カバー。
プチリセ
リセに登場するキャラクターをデフォルメしたフィギュア。
リセ キャリングケースセット
リセのキャリングケースセット。限定品。

## 主なイラストレーター
- おーじ
- すぎやま現象
- 髙木信孝
- 樋上いたる
- 水上広樹
- 森嶋プチ
- うたたねひろゆき
- 蘭宮涼
- 成瀬ちさと
- 愁☆一樹
- しろ
- ででん♪

他多数